# Хасаев, Али-Клыч
Али-Клыч Хасаев (кум. Хасайланы Али-Къылыч Магьамматны уланы) — ("Къылыч" в переводе с кумыкского языка — меч) — дагестанский атлет кумыкского происхождения, гиревик, борец. 6-ти кратный Чемпион Мира по борьбе, по другой версии 7-ми кратный. В 1917—1920 годы активный участник Гражданской войны на Северном Кавказе. Расстрелян по приговору Дагестанского областного ревтрибунала.

## Биография
Истории известна только примерная дата рождения атлета. Ал-Клыч родился предположительно в 1880 году в селении Буглен Темир-Хан-Шуринского округа (ныне Буйнакский район Дагестана. Кумык по национальности. Родители Ал-Клыча, уздени, имели помимо него ещё пятерых детей. В юношеском возрасте выделялся незаурядными физическими способностями, и вскоре о нём узнали далеко за пределами родного села. Повзрослев, Ал-Клыч оставил родительский дом и стал работать грузчиком. Вначале в Темир-Хан-Шуре (ныне Буйнакск), затем в Порт-Петровске (ныне Махачкала). В Порт-Петровске же и произошла встреча, так изменившая судьбу Али-Клыча. Он встретил цирковых артистов из России, и началась новая страница в его жизни. Ал-Клыч, по примеру многих силачей тех лет, стал выступать на цирковой арене, как атлет-гиревик и борец.

### Спорт
Вскоре о молодом атлете заговорили по всему Дагестану. Он принимал участие в состязаниях борцов, и побеждал одного за другим самых прославленных борцов Дагестана. С успехом Али-Клыч выступал и в городах Северного Кавказа, Закавказья, Турции, Ирана, Средней Азии, и конечно России.

### Участие в Гражданской войне на Кавказе[3]
В 1915 году Ал-Клыч поступил на военную службу. Служил он при штабе Кавказского Военного округа. Позже, у властей появились подозрения, что Ал-Клыч проводит работу в пользу Турции, поэтому, Ал-Клыча выслали под негласный надзор полиции в Томскую губернию.
После Февральской революции Ал-Клыч вернулся в Дагестан. Он стал принимать активное участие в политических событиях. Ал-Клыч стал одним из организаторов и руководителей народной милиции. При его участии, население во многих селах Дагестана получало оружие, и обучалось военному делу.
После победы Октябрьской революции Ал-Клыч присоединился к Нажмудину Гоцинскому, который в тот период находился на пике своего могущества. В январе 1918 года вооружённые отряды Гоцинского, возглавляемые Ал-Клычем, заняли тогдашнюю столицу Дагестана — Темир-Хан-Шуру. Штаб Гоцинского находился в Нижнем Казанище в усадьбе сельского старшины Джалава Тонаева,. а Ал-Клыч вместе с другими нукерами имама, были всегда при нём. В марте 1918 года Ал-Клыч возглавил отряд в 500 человек для ликвидации Порт-Петровского Военно-революционного комитета. Вскоре отрядами Гоцинского был захвачен и Порт-Петровск, однако в апреле 1918 года отряды Гоцинского оставили Порт-Петровск, и отошли в горные районы Дагестана.
Служил телохранителем Нури-паши, дислоцировавшегося в горах Дагестана.
В начале лета 1920 года Хасаева арестовали по обвинению в контрреволюционной деятельности. Попытки некоторых известных людей того времени освободить атлета не увенчались успехом. 11 июля 1920 года Дагестанский областной ревтрибунал приговорил Али-Клыча Хасаева к расстрелу. Большевики держали в тайне место захоронения Али-Клыча, поэтому оно по сей день неизвестно.

## Память

Скрученный рельс Ал-Клычём перед расстрелом, Буглен (Дагестан).

Памятник Али-Клычу Хасаеву, с.Буглен

- Хасаев является одним из героев повести Марьям Ибрагимовой «Звенел булат».
- Именем атлета названы улицы в Буйнакске и в сел. Каранайаул.
- Проезжающие по автодороге близ села Буглен могут видеть фрагмент металлического уголка, длиной около 1.5 метра, скрученный в нескольких местах, согнутый под углом и забетонированный в углубление в скале. Фрагмент уголка находится на этом месте с давних пор, и согласно преданию, уголок согнул сам Али-Клыч, а его внук вмонтировал его в скалу на память[6].